# Міддендорп
Міддендорп (нід. Middendorp) — селище в нідерландській провінції Дренте на кордоні з Німеччиною. Входить до муніципалітету Еммен.
Його площа становить 1,29 км², а населення станом на 2021 рік складало 195 осіб.
Перша згадка про населений пункт датується 1850-ими роками.